# Teoria della produzione
La teoria della produzione è lo studio della produzione o del processo economico di conversione di beni primari (input) in beni e prodotti finali a valore aggiunto (output). Dato che la produzione è un processo che si verifica attraverso il tempo e lo spazio, possiede uno stretto contatto con il concetto matematico di flusso. La produzione è infatti misurata come "tasso di produzione in output in rapporto all'unità di tempo" .
I tre aspetti principali del processo di produzione sono:
1. la quantità di beni o servizi da produrre;
2. la forma del bene o servizio creato;
3. la distribuzione spazio-temporale del bene o servizio prodotto.

## Fattori di produzione
Gli ingressi o le risorse utilizzate nel processo di produzione vengono chiamati fattori di produzione. La miriade di possibili fattori di solito è raggruppata in cinque categorie, ovvero:
- materia prima
- macchinario
- lavoro
- capitale
- terra

Nel lungo periodo, tutti questi fattori possono essere variabili. Il breve periodo, invece, è definito come un periodo in cui è fissato almeno uno dei fattori di produzione.
Un fattore di produzione fisso è quello la cui quantità non varia al variare dell'output. Alcuni esempi sono le attrezzature più importanti o lo spazio dedito alle fabbriche.
Un fattore di produzione variabile è uno il cui impiego è invece proporzionale all'output. Gli esempi includono il consumo di energia elettrica, i servizi di trasporto e i materiali di base.

## Funzione di produzione

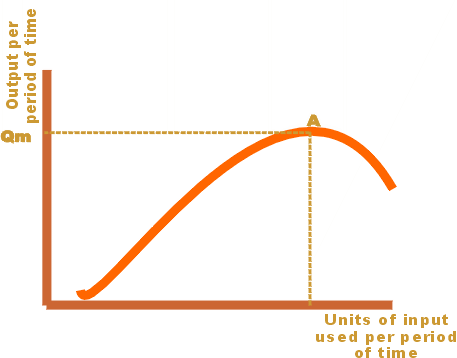
Esempio di funzione di produzione

Dato un insieme di produzione (l'insieme di tutte le combinazioni di input/output tecnicamente realizzabili), la funzione di produzione consiste nella frontiera di tale insieme. Essa descrive il massimo livello di output dato un vettore di input.
Generalmente la funzione di produzione è descritta come:
{\displaystyle q=f(\mathbf {X} ),}
dove {\displaystyle q} è la quantità di prodotto e {\displaystyle \mathbf {X} =(x_{1},x_{2},...,x_{n})} è il vettore di input.

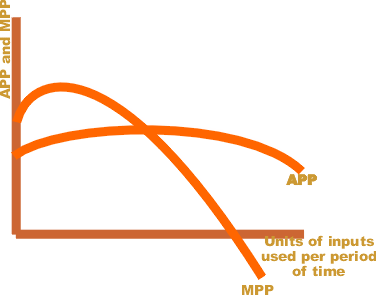
Esempio di curve di produttività marginale e media

Data una funzione di produzione, la variazione del livello di output in corrispondenza di una variazione della i-esima variabile è chiamata produttività marginale del fattore {\displaystyle x_{i}}, ed è definita come:
{\displaystyle PMG_{i}={\frac {\partial {f(\mathbf {X} )}}{\partial {x_{i}}}}.}
Il rapporto tra il livello di output e l'ammontare complessivo dell'input utilizzato è invece chiamato produttività media, definita come:
{\displaystyle PME_{i}={\frac {f(x_{i})}{x_{i}}}.}
È degno di nota che, finché PMGi>PMEi, la produttività media dell'i-esimo input sarà crescente.
Dimostrazione
{\displaystyle {\frac {dPME_{i}}{dx_{i}}}>0;} (Derivata prima > 0 allora funzione crescente.)
{\displaystyle {\frac {f'(x_{i})}{x_{i}}}-{\frac {f(x_{i})}{{x_{i}}^{2}}}>0;}
{\displaystyle {\frac {f'(x_{i})}{x_{i}}}>{\frac {f(x_{i})}{{x_{i}}^{2}}};}
{\displaystyle {f'(x_{i})}>{\frac {f(x_{i})}{x_{i}}};}
{\displaystyle PMG_{i}>PME_{i}.}

## Isoquanti e isocosti

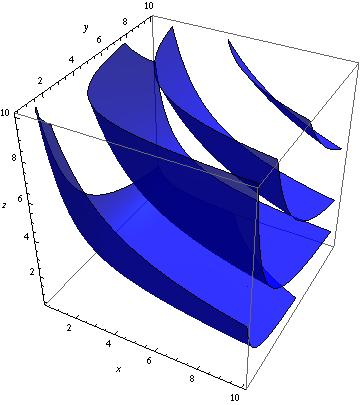
Mappa degli isoquanti in tre dimensioni

Fissato un valore di output {\displaystyle q_{0}}, si otterrà la relazione
{\displaystyle q_{0}=f(x_{1},x_{2}),}
la quale descrive la mappa dell'isoquanto (ovvero, tutte le combinazioni di input che restituiscono il valore di output fissato).
Ora, detta {\displaystyle C=c(w_{1},w_{2},q)} la funzione di costo (funzione che esprime i costi minimi necessari per produrre {\displaystyle q} unità di output, dati i prezzi di input {\displaystyle w_{1}} e {\displaystyle w_{2}}), per un determinato costo {\displaystyle c_{0}} tutte le combinazioni di input che generano tale costo possono essere rappresentate mediante la cosiddetta retta di isocosto, la cui equazione è:
{\displaystyle x_{1}=-{\frac {w_{2}}{w_{1}}}\cdot x_{2}+{\frac {c_{0}}{w_{1}}},}
avente come coefficiente angolare (la pendenza della retta rispetto agli assi) {\displaystyle -{\frac {w_{2}}{w_{1}}}}. È da notare che, se {\displaystyle w_{1}} e {\displaystyle w_{2}} sono costanti, le rette di isocosto saranno tutte parallele fra loro.

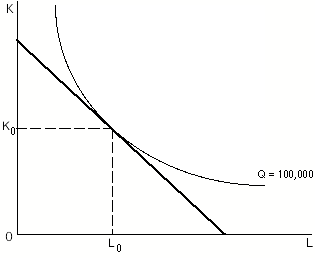
Retta di isocosto tangente alla curva di isoquanto

Dato un isoquanto, per minimizzare i costi di produzione, è necessario individuare il punto di tangenza con la retta di isocosto più bassa possibile.

## Saggio di sostituzione tecnica
Il saggio di sostituzione tecnica (o saggio tecnico di sostituzione, STS) rappresenta la misura della sostituibilità degli input, fissato un output, ed è dato da:
{\displaystyle STS_{2,1}={\frac {\Delta x_{2}}{\Delta x_{1}}}.}

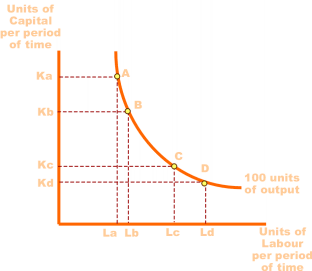
Saggio marginale di sostituzione tecnica

Il saggio marginale tecnico di sostituzione (o saggio marginale di sostituzione tecnica, SMST), invece, rappresenta la pendenza dell'isoquanto, ed è dato da:
{\displaystyle SMST_{2,1}={\frac {dx_{2}}{dx_{1}}}.}
Esiste un teorema che dimostra quanto segue:
{\displaystyle SMST_{2,1}=-{\frac {PMG_{1}}{PMG_{2}}}.}
Dimostrazione
Dato che, se si parla di isoquanti, {\displaystyle q} risulta essere fisso, la sua derivata sarà nulla. Ma, per la formula del differenziale totale:
{\displaystyle dq=dx_{1}\cdot {\frac {\partial f}{\partial x_{1}}}+dx_{2}\cdot {\frac {\partial f}{\partial x_{2}}};}
{\displaystyle \Rightarrow dx_{1}\cdot {\frac {\partial f}{\partial x_{1}}}+dx_{2}\cdot {\frac {\partial f}{\partial x_{2}}}=0;}
{\displaystyle \Rightarrow {\frac {dx_{2}}{dx_{1}}}=-{\frac {\partial f/\partial x_{1}}{\partial f/\partial x_{2}}};}
{\displaystyle \Rightarrow SMST_{2,1}=-{\frac {PMG_{1}}{PMG_{2}}}.}

## Concorrenza perfetta e monopolio
Si è in presenza di una concorrenza perfetta laddove si riscontrino le seguenti ipotesi:
- Polverizzazione (o atomizzazione) del mercato: esistono molti piccoli produttori dello stesso bene.
- Omogeneità del prodotto: le imprese non hanno la possibilità di differenziare i propri prodotti. Di conseguenza, il consumatore percepisce in maniera identica il valore dello stesso prodotto di due imprese distinte.
- Assenza di barriere all'entrata: le imprese che vogliono entrare nel mercato non incontrano alcun ostacolo.

Se sussistono tali condizioni, le imprese del mercato possono essere considerate price-taker. Il prezzo, infatti, dipende solo dalla domanda e dall'offerta del mercato del bene in questione.
Nell'analisi della produzione, una delle caratteristiche fondamentali del regime di concorrenza perfetta è che l'impresa, per massimizzare il proprio profitto, sceglie il prezzo eguagliandolo al costo marginale di produzione.
Dimostrazione
Dettp {\displaystyle p^{e}} il prezzo di equilibrio:
{\displaystyle {\frac {\partial \pi }{\partial q}}=0;}
{\displaystyle \Rightarrow {\frac {\partial (q\cdot p^{e}-C(q))}{\partial q}}=p^{e}-{\frac {\partial C(q)}{\partial q}}=0;}
{\displaystyle \Rightarrow p^{e}={\frac {\partial C(q)}{\partial q}}=CMG.}
Il monopolio, invece, è una forma di mercato in cui una merce, di cui non esiste un sostituto equivalente, è prodotta da un'unica impresa. Sono inoltre presenti delle barriere all'entrata, quindi non è possibile per le altre imprese entrare facilmente nel mercato. L'impresa che detiene il monopolio viene detta price maker.